# Avenida Arequipa
La avenida Arequipa es una de las principales avenidas de la ciudad de Lima, capital del Perú. Se extiende de norte a sur en los distritos de Lima, Lince, San Isidro y Miraflores a lo largo de 52 cuadras. Cuenta con una ciclovía emplazada a lo largo de toda la berma central.
Antes de la implementación del SIT, la avenida Arequipa era la séptima vía más congestionada de Lima debido a la circulación excesiva de unidades de transporte público.

## Historia
La avenida Arequipa empezó a ser abierta a inicios del siglo XX como una avenida divisoria del Campo de Marte y el Parque de la Reserva. En sus inicios, era el camino que unía Lima con los balnearios de Barranco y Miraflores. Fue diseñado por el arquitecto peruano, Augusto Benavides Diez Canseco.

### Avenida Leguía

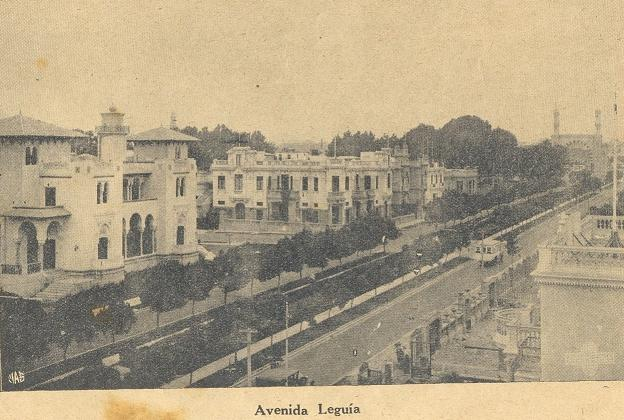
Primeras cuadras de la avenida Leguía a fines de la década de 1920. Se puede apreciar el Arco Morisco al fondo, que marcaba el inicio de esta arteria principal de Lima.

Durante el gobierno de Augusto B. Leguía, la avenida fue oficialmente inaugurada durante el Centenario de la Independencia del Perú, el 28 de julio de 1921, coincidiendo con el centenario de la independencia. La avenida se había asfaltado y arreglado, contando con un amplio jardín central. El presidente nombró a esta avenida con su apellido (avenida Leguía) y su construcción fue aparejada con la remodelación integral que se dio en Lima.
En su primera cuadra se levantaba el Arco Morisco, donación de la comunidad española residente en el Perú. Posteriormente, este arco fue demolido y una réplica del mismo se construyó en el distrito de Santiago de Surco, en el Parque de la Amistad "María Graña Ottone", ubicado en la intersección de las avenidas Alfredo Benavides y Caminos del Inca.
La avenida Leguía fue creada como un eje integrador con el balneario de Miraflores, que ya crecía como pueblo, y como directriz para guiar la expansión urbana que experimentaba la ciudad capital. Su fisonomía llena de jardines y amplias casonas la señalaron como una de las vías más aristocráticas de la ciudad, aunque todavía gran parte de su recorrido se daba entre campos de sembradío.

### Avenida Arequipa
Luego del derrocamiento de Leguía por el comandante Luis Miguel Sánchez Cerro, la avenida fue denominada avenida de la Revolución. Sin embargo, debido a su carácter insurgente se decidió renombrar la avenida, pero esta vez con el nombre de la ciudad desde donde se encabezó el levantamiento de Sánchez Cerro: Arequipa.
En 1955, se construyó el primer paso a desnivel urbano del Perú, el puente Eduardo Villarán Freyre, nombrado en honor a un alcalde del distrito de San Isidro, ubicado en la intersección con la avenida Javier Prado, arteria a la que divide en sus dos grandes segmentos Javier Prado Este y Javier Prado Oeste. Emparejado con ello, se dio una modernización de su berma central incorporándose la primera ciclovía que se mantiene hasta la actualidad.
En 1959, se inauguraría en la urbanización Santa Beatriz, Panamericana Televisión, uno de los canales más emblemáticos de la televisión peruana.
Sin embargo, con el pasar de los años, las grandes casonas fueron desapareciendo progresivamente. Y el aire residencial de la avenida fue reemplazado por una gran actividad comercial entre la que destaca la oferta educativa, ya que la avenida acoge gran cantidad de academias preuniversitarias, colegios regulares, colegios no escolarizados, institutos de educación superior y hasta universidades.
En 2014, se implementó el primer corredor complementario de buses, el cual eliminó en su totalidad la circulación de rutas de transporte público por esta avenida.

## Recorrido

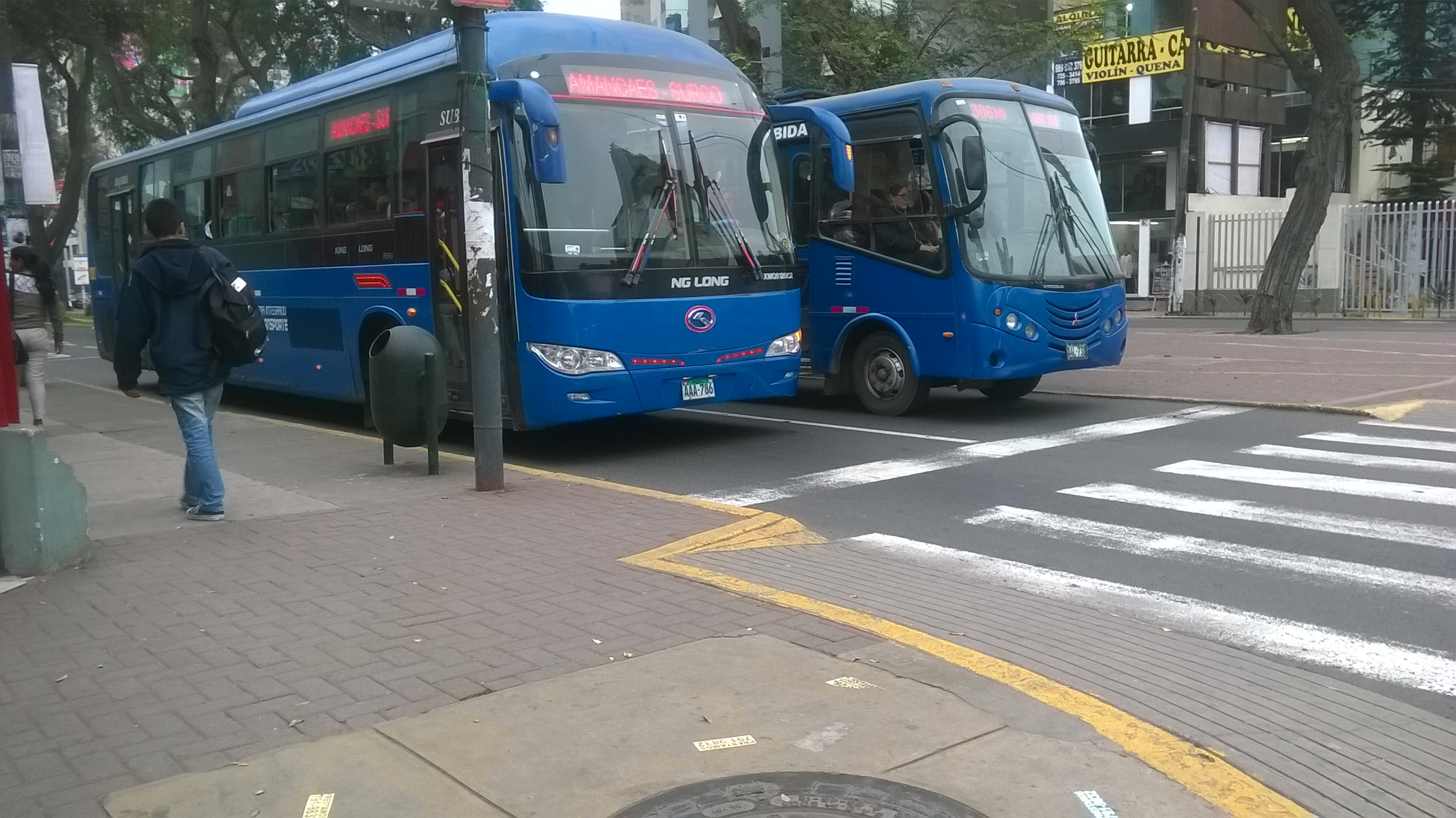
Buses del SIT en la urbanización Santa Beatriz

Se inicia en la avenida 28 de Julio siguiendo el trazo de la avenida Garcilaso de la Vega a la cual se encuentra conectada a través de un paso a desnivel subterráneo. En su primera cuadra se encuentra la embajada de Argentina. En sus primeras cuadras destacan los edificios de arquitectura residencial, sin embargo, con un uso actual eminentemente comercial. Destaca en la cuadra 5, la Residencia del embajador de los Estados Unidos y el cerco oriental del Parque de la Reserva. En este primer tramo destacan también la embajada de Venezuela, La Corte Superior de Justicia Militar, la Benemérita Sociedad Fundadores de la Independencia, casi todas las facultades de la Universidad Tecnológica del Perú y la Universidad Norbert Wiener.
En la cuadra 10, casi frente a lo que fue el local del colegio Antonio Raimondi (actual Instituto Italiano di Cultura di Lima) se encuentra la denominada esquina de la televisión mostrando el local central de Panamericana Televisión que es una de las principales televisoras del Perú. Principalmente, destaca el edificio central de Telefónica del Perú y también la sede central del Colegio de Contadores Públicos del Perú.
Cerca de la cuadra 20 de su recorrido y ya en el distrito de distrito de Lince, se ubica el Centro Comercial Risso que reafirma el carácter comercial de la arteria que se ve inundada por institutos de educación superior, academias preuniversitarias, tiendas de servicios ópticos y discotecas, convirtiéndose en uno de los principales polos de diversión nocturna de la ciudad. 

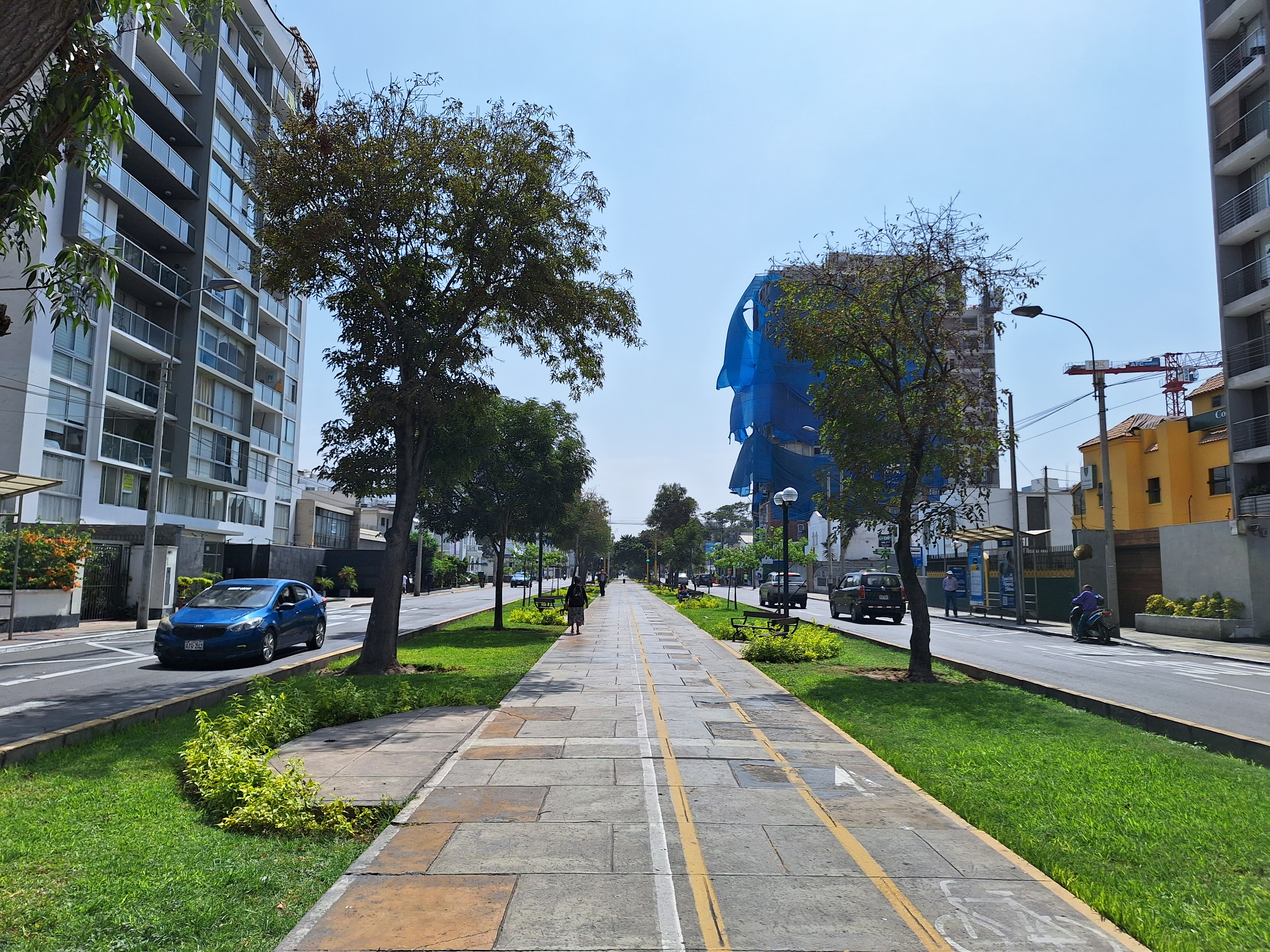
Vista desde la ciclovía principal en el distrito de Miraflores.

Casi llegando al cruce con la avenida Javier Prado, se ubica el parque San Juan Bosco, bautizado así en honor al fundador de la Congregación Salesiana conmemorando el centenario de la presencia de esa orden religiosa en el Perú acaecido en 1988.
Poco antes de cruzar el puente Eduardo Villarán Freyre, se inicia el distrito de San Isidro y la avenida muestra su faceta residencial de edificios de departamentos. En este trecho se encuentran las embajadas de Colombia y de Francia así como el antiguo local del Instituto de Aviación Comercial Columbia, el instituto de idiomas Británico, el canal de televisión ATV (Andina de Televisión) y la Facultad de Derecho y Ciencias Políticas de la Universidad Inca Garcilaso de la Vega. La oferta educativa se mantiene con institutos de cocina.
En la intersección con las avenidas Andrés Aramburú (cuadra 37) y Santa Cruz (dando inicio a esta vía), se inicia el último tramo de la avenida en el distrito de Miraflores, manteniendo el aspecto residencial de edificios de departamentos y oficinas. Destacan la embajada de Alemania, el colegio Santander, la Alianza Francesa, el Club de Leones, el Colegio de Ingenieros del Perú y el local principal del Instituto Cultural Peruano Norteamericano en la intersección con la avenida Angamos Oeste. En la cuadra 42, se ubica la llamada Casa Suárez, un pequeño palacete basado en la Casa de Pizarro y edificado por el arquitecto, Ricardo de Jaxa Malachowski.
La avenida acaba en el óvalo de Miraflores, en el cruce con las avenidas Ricardo Palma, José Pardo, Larco y Diagonal, dando lugar al Parque Central de Miraflores.